# Угоститељско-трговинско-туристичка школа Бања Лука
Угоститељско-трговинско-туристичка школа је средња школа основана јула 1963. године. Налази се у Бањој Луци, у насељу Обилићево, на адреси Булевар војводе Степе Степановића 44.

## Историјат
Прве школе у Бања Луци су основане 1832. године, а прва Трговачка школа 1885. Школа за обучавање кадрова у трговини, угоститељству и задругарству је основана 1948, а три године касније је отворено прво одељење стручне трговачке школе, у којој ученици похађају редовну наставу у двогодишњем трајању. Од 1952. се одвија трогодишње школовање, радила је дванаест година и оспособљавала кадрове ширег региона Босанске Крајине.
Управни одбор Среске привредне коморе Бања Лука је у јулу 1963. донео одлуку о оснивању Трговинско–угоститељског центра са седиштем у Бања Луци. Образовање се одвијало у две фазе, седам и по месеци на практичном раду и четири и по месеца на стручно–теоријској настави. Године 1963. је Центар садржао осамнаест одељења, а следеће године се оснивају и подручна одељења у Бихаћу и Приједору при Економској школи, а у Бања Луци се рад одвијао у просторијама Хемијског центра. Изграђена је нова школа која је свечано пуштена у рад 30. априла 1967. године, што је омогућило рад у две смене. Две године након земљотреса 1969. године настава се изводила у новосаграђеној бараци, а делимично и у просторијама Пољопривредне школе.
Школски ресторан за практичну обуку ученика угоститељске струке је отворен 28. фебруара 1968. године. У септембру 1988. године је уписано 927 ученика распоређених у три образовна профила: хотелијерско–туристички техничар, куварски технолог и конобар. Године 1993. је 400 ученика било на феријалној пракси у Југославији. Исте године школа мења назив у Угоститељско трговинско туристичка школа. Дан школе и крсна слава се обележавају 27. јануара. Исте године се у школу уписују 1083 ученика, у четрнаест одељења угоститељске струке, шест одељења туристичке, шест одељења општег смера и три одељења трговинске струке. Године 1996. су дограђивана два кабинета, за услуживање и куварство. Следеће године је опремљен кабинет са шест компјутера, а 2003. још један кабинет информатике са двадесет компјутера. Као други страни језик је уведен француски за угоститељске и кулинарске техничаре и конобаре. Школски ресторан је до темеља изгорео 1. јануара 2002, градња новог је започета 23. фебруара, а завршена је 6. маја исте године.  Капацитет ресторана је 400 места, а садржи и кабинет за практичну наставу. Постали су члан Асоцијације европског хотелијерства и туризма на предлог Словеније, изабрана су за извршни одбор са седиштем у Луксембургу.

## Догађаји
Догађаји Угоститељско трговинско туристичке школе:
- Светосавска академија[8]
- Никољдан[9]
- Дан отворених врата[10]
- Дан победе[11]
- Вече талената[12]
- Светски дан вода[13]
- Међународни дан математике[14]
- Међународни омладински гастрономски фестивал[15]
- Међународна конференција туризма и инвестиција Бања Лука[16]
- Међународни сајам туризма[17]
- Међународно гастрономско–туристички сусрети „Гатус”[18]
- Сајам чоколаде и вина[19]
- Мозаик пријатељства[20]
- Пројекат „Алеја матураната”[21]